# Vaejovis brysoni
Vaejovis brysoni là một loài bọ cạp trong họ Vaejovidae được phát hiện vào năm 2013 ở Núi Santa Catalina thuộc miền Nam Arizona. Rob Bryson đã phát hiện ra loài bọ cạp mới trong khi ông đang tìm kiếm một động vật hoàn toàn khác. Đây là lần đầu tiên khoa học ghi nhận có hai cá thể bọ cạp cùng nhóm vorhiesi sống ở cùng một vùng núi, điều đó cho thấy vẫn còn những loài mới được phát hiện ngay tại nước Mỹ. Thậm chí, bất ngờ hơn là người ta tìm thấy chúng trong một khu vực đô thị lớn.